# Bodonyi Miklós
Bodonyi Miklós, névváltozat: Kajtár (Berki, Nógrád vármegye, 1756. november 30. – Vác, 1835. június 27.) kanonok, apát, esperes.

## Élete
1756. november 30-án született a Nógrád vármegyei Berkiben (ma: Pusztaberki). Apja Bodonyi Kajtár József, dédapja Kajtár Miklós, aki nemes Bodonyi Katalin férjeként elkezdte használni a Bodonyi nevet. Tanulmányait Váczon végezte.1780-ban szentelték pappá Vácott, ezt követően három évig volt káplán. 1783 és 1785 között Heréd,
1785 és 1794 között Tápióbicske plébánosa volt. 1794 és 1799 között Romhányban, 1799-től Abonyban volt plébános. 1800-ban ő készíttette el az abonyi római katolikus templom főoltárát és a szentélyt, majd 1801-ben mellékoltárokkal egészíttette ki és a parókiát is felépíttette.1802-től kiskunfélegyházai plébános volt, 1804-ben megáldotta a kiskundorozsmai templomot Keresztelő Szent János tiszteletére ajánlva. 1808-tól váci kanonoknak nevezték ki, ekkortájt az országgyűlésen a váci káptalant képviselte. 1808 és 1835 között dombói apátként működött. Ő áldotta meg az 1820-ban felépült sződi kápolnát. 1812-től 1821-ig vezette a váci püspöki líceumot prodirektori minőségben. 1822-ben jelen volt a pozsonyi zsinaton, megválasztották a szentírás-fordítás bizottság tagjának. 1000 forinttal járult hozzá a Ludovika Akadémia felállításához. 1835-ben bekövetkezett halálát követően a váci székesegyház altemplomában helyezték örök nyugalomra.

## Művei
- Ájtatos adakozásra serkentő beszéd. Szeged, 1806.
- Oratio funebris, quam ill. ac rev. Gabr. Zerdahelyi episcopi Neosoliensis laudibus dicavit. Vacii, 1814.